# Leirsund
Leirsund is een plaats in de Noorse gemeente Lillestrøm, fylke Akershus. Leirsund telt 1292 inwoners (2007) en heeft een oppervlakte van 1,09 km².